# كزافييه لوبرنس
أوغست-كزافييه لوبرنس، (28 أغسطس 1799-26 ديسمبر 1826)، فنان ورسام فرنسي حقق شهرة واسعة في سن السابعة عشرة فقط. في العشرينيات من عمره، أسس ورشة رسم خاصة به في باريس، مع تلاميذه بما في ذلك شقيقيه الأصغر سنًا، روبرت ليوبولد وبيير غوستاف، بالإضافة إلى يوجين ليبويتيفين ونيكولاس ألكسندر باربييه. انتهت مسيرته بشكل مفاجئ ومحزن بسبب وفاته المبكرة في سن السابعة والعشرين.

## نجاحه المبكر
وُلد كزافييه لوبرنس في باريس، والده آن بيير لوبرنس (قيل إنه رسام ومصمم مطبوعات حجرية، ولكن لا يُعرف عنه سوى القليل) ووالدته ماري أديلايد فلورنتين داتير. يشير ألكسندر دو سوميرارد، الذي أصبح عرّابه، إلى أن كزافييه كان في الأساس فنانًا علّم نفسه بنفسه، قائلًا إن لوحاته الأولى قد رسمها تقريبًا بدون أي مرشد آخر غير الطبيعة.
يرجع تاريخ أقدم أعماله المعروفة إلى الفترة من 1816 إلى 1819، صوّر فيها الماشية ومربيها في أماكن الرعي. اكتسبت هذه الأعمال المبكرة للمراهق شهرة كبيرة. يرى مؤرخو الفن في هذه الأعمال المبكرة تأثير المناظر الطبيعية وبعض الرسامين الهولنديين من القرن السابع عشر مثل أدريان فان دو فيلد وفنان المناظر الطبيعية الفرنسي جان لويس دي مارن.
ظهر لأول مرة في المعارض الفنية في سن التاسعة عشرة، حيث عرض ست لوحات من المناظر الطبيعية أو الموضوعات الريفية، في صالون باريس عام 1819، حيث حصل على ميدالية تقدير.
وصلت خبرته في تصوير الحياة الزراعية في المناطق الريفية بفرنسا إلى مستوى جديد من خلال عمله (موسم الحصاد) عام 1822، وهو لوحة لعمال يحصدون حقلًا، اشترتها ماري كارولين دي بوربون-سيسيلي، دوقة دي بيري.
بالانتقال إلى ما بعد الموضوعات الرعوية، رسم أيضًا لوحات عن البحر والغابات ومشاهد من الحياة الباريسية، التي بدأت في جذب جيلٍ جديدٍ من الفنانين الفرنسيين.
كما تخصص في رسم شخصيات عدد من رسامي المناظر الطبيعية، بما في ذلك نيكولا ألكسندر باربييه، إتيان بوهوت، ألكسندر هياسينت دونوي، أندريه جيرو، تشارلز رينو، وهنري إدوارد تروشوت.
بحلول عام 1822، وهو العام الذي بلغ فيه لوبرنس 23 عامًا، جذبت مواهبه كرسام رعاية ألكسندر دو سوميرارد، حيث وضع مطبوعات حجرية لأربعة من أعمال لوبرنس ضمن مؤلفاته المؤثرة للغاية (آراء بروفينس)، والتي تضمنت أيضًا أربعة أعمال لشقيق كزافييه الأصغر، ليوبولد. كان الكتاب عبارة عن جولة مصورة للكنائس والأديرة في العصور الوسطى، والتي تحول العديد منها إلى أنقاض أثناء الثورة الفرنسية، وكان ذلك الكتاب جزءًا من حركة فنية وأدبية، أسلوب التروبادور، الذي أضفى الطابع الرومانسي على العصور الوسطى في فرنسا.

## البورتريه
عُرض بورتريه لوبرنس بريشة فيكتور رينيه جارسون في صالون باريس عام 1822. كما عُرضت لوحة مصغرة عن لوبرنس بريشة فريديريك ميليت في صالون باريس عام 1824، وفي عام 1896 في معرض في قصر الأسقف في شارتر. لكن موقع هذه الأعمال الآن غير معروف.
رسم لوبرنس أفراد العائلة (بما في ذلك صور والده وشقيقه غوستاف بتاريخ 1824، في متحف الفنون الجميلة في شارتر)، وكذلك المشاهير، مثل، فرانز ليزت.

## موته
كان عام 1826 عامًا مزدحمًا ومثمرًا بالنسبة إلى لوبرنس من حيث أعماله ونجاحاته، لكنه أُصيب بالمرض في مرحلة ما من ذلك العام. عندما ساءت حالته وتدهورت صحته، نصحه الأطباء بالانتقال إلى مناخ أكثر اعتدالًا؛ ذهب لوبرنس مع والده إلى نيس. رثاه فيريول بونمايزون قائلًا: لقد تأملنا أن تعيده السماء الجميلة في جنوب فرنسا إلى حالته الصحية، لكن هذا الأمل ضاع!
في اليوم التالي لعيد الميلاد عام 1826، توفي كزافييه لوبرنس في نيس. لفظ أنفاسه الأخيرة في حضن والده، الذي لم يستطع أحد أن يفرّقه عنه.

## الإرث
تشهد أعمال لوبرنس على الروابط الأخوية والأبوية القوية، وروح الدعابة، والطاقة الهائلة، والمواهب الواسعة. يستشهد بونمايسون بالحزن المشترك الذي أثاره موته المبكر، فقال إن: أصدقاءه، الفنانين الأكثر تميزًا من جميع الأنواع، والرجال الأكثر جدارة بالثناء من جميع الرتب، شاركوا وما زالوا يشاركون آلام والديه. إنه يعيش في ذاكرة الجميع. ربما ليس بسبب موهبته بقدر ما هو بسبب عقله النيّر وشخصيته الرائعة!
في مهنة استمرت عشر سنوات فقط، أنجز لوبرنس الكثير، لكنه ظل متواضعًا بشأن إنجازاته. يقول دو سوميرارد أن لوبرنس لم ينخدع بنجاحه السريع لقد شعر بالحاجة إلى تقوية مواهبه الطبيعية من خلال الدراسة المستمرة وربما المرهقة للغاية، على أمل إرضاء كل من ذوق عشاق الفن والتوقعات الأكثر تطلبًا لسادة الفن.
بعد جيل من وفاته، يُذكر لوبرنس بأنه واحد من أكثر الرسامين أناقة في مدرسة القرن التاسع عشر، وفي عام 1886 أعلن بول مارموتان أنه (فنان عظيم) امتلك الموهبة وقد كان (مفعمًا بالحيوية وفرنسيًا للغاية). وجد مؤرخ الفن هنري مارسيل أعمال ة لوبرنس شبيهةً بأعمال بويلي، ولكن مع مجموعة متنوعة من الزخارف وأسلوب أكثر حيوية.
تستمر أعمال لوبرنس في جذب هواة جمع التحف، فضلًا عن اهتمام المنسقين، كما يتضح من عرض لوحاته في كل من متحف اللوفر ومتحف متروبوليتان، والتقدم بطلب للحصول على أعماله من قبل المتحف الوطني في ستوكهولم. لكن لم يكن هناك لحد الآن معرض واسع النطاق مخصص لأعماله.